# Australsecodes latiscapus
Australsecodes latiscapus är en stekelart som beskrevs av Girault 1929. Australsecodes latiscapus ingår i släktet Australsecodes och familjen finglanssteklar. Inga underarter finns listade.